# Пенгув (Нижньосілезьке воєводство)
Пенгув (пол. Pęgów, нім. Hennigsdorf) — село в Польщі, у гміні Оборники-Шльонські Тшебницького повіту Нижньосілезького воєводства.
Населення — 1908 осіб (2011).
У 1975-1998 роках село належало до Вроцлавського воєводства.

## Демографія
Демографічна структура станом на 31 березня 2011 року:
|          | Загалом | Допрацездатний вік | Працездатний вік | Постпрацездатний вік |
| -------- | ------- | ------------------ | ---------------- | -------------------- |
| Чоловіки | 933     | 213                | 643              | 77                   |
| Жінки    | 975     | 203                | 602              | 170                  |
| Разом    | 1908    | 416                | 1245             | 247                  |